# Santa María Ajoloapan, Hueypoxtla
Santa María Ajoloapan är en mindre stad i Mexiko, tillhörande kommunen Hueypoxtla i norra delen av delstaten Mexiko. Orten hade 9 185 invånare vid folkräkningen 2010, och är det största samhället i kommunen.

## Galleri

Kyrka i Santa María Ajoloapan.
Kyrka, interiör.
Bandamusikanter på gatorna i staden.